# Bouilly-en-Gâtinais
Bouilly-en-Gâtinais – miejscowość i gmina we Francji, w Regionie Centralnym, w departamencie Loiret.
Według danych na rok 1990 gminę zamieszkiwało 260 osób, a gęstość zaludnienia wynosiła 16 osób/km² (wśród 1842 gmin Regionu Centralnego Bouilly-en-Gâtinais plasuje się na 881. miejscu pod względem liczby ludności, natomiast pod względem powierzchni na miejscu 820.).